# Do It Yourself!!
Do It Yourself!! (jap. どぅー・いっと・ゆあせるふ!! Dū itto yuaserufu!!) – serial anime wyprodukowany przez studio Pine Jam, emitowany od października do grudnia 2022. Na jego podstawie powstała manga autorstwa Koyubity Beru, która ukazuje się w magazynie internetowym „Manga UP!” wydawnictwa Square Enix.

## Fabuła
Wiecznie rozmarzona Serufu i pracowita Miku są przyjaciółkami z dzieciństwa, które mieszkają obok siebie. Niestety, Serufu nie została przyjęta do prestiżowego liceum, do którego dostała się Miku, co powoduje, że ta druga żywi wobec niej urazę. Próbując się pogodzić, Serufu postanawia zbudować ławkę podobną do tej, która stała niegdyś na podwórku Miku i na której spędziły większość dzieciństwa. W tym celu udaje się szkolnego klubu majsterkowiczów, prowadzonego przez Rei, licealistkę, która dzień wcześniej naprawiła rower Serufu. Musi ona jednak zwerbować jeszcze czterech członków albo w przeciwnym razie klub zostanie rozwiązany, dlatego też niezdarna Serufu, której grozi skaleczenie za każdym razem, kiedy tknie się narzędzi, postanawia zostać pierwszą z nich.

## Bohaterowie
- Serufu Yua (jap. 結愛 せるふ Yua Serufu)

Seiyū: Konomi Inagaki 
- Miku Suride (jap. 須理出 未来 Suride Miku) / Purin (jap. ぷりん)

Seiyū: Kana Ichinose 
- Rei Yasaku (jap. 矢差暮 礼 Yasaku Rei) / Kurei (jap. くれい)

Seiyū: Ayane Sakura 
- Takumi Hikage (jap. 日蔭 匠 Hikage Takumi) / Takumi (jap. たくみ)

Seiyū: Azumi Waki 
- Kokoro Kōki (jap. 幸希 心 Kōki Kokoro) / Shii (jap. しー)

Seiyū: Karin Takahashi 
- Juliet Queen Elizabeth VIII (jap. ジュリエット・クイーン・エリザベス8世 Jurietto Kuīn Erizabesu Hassei) / Jobko (jap. ジョブ子 Jobuko)

Seiyū: Reina Kondō 
- Haruko Hoketsu (jap. 法華津 治子 Hoketsu Haruko)

Seiyū: Yumi Kakazu 
- Matka Serufu (jap. せるふの母 Serufu no haha)

Seiyū: Kikuko Inoue 

## Anime
Oryginalny telewizyjny serial anime produkcji studia Pine Jam został zapowiedziany 25 marca 2021. Seria została wyreżyserowana przez Kazuhiro Yonedę, scenariusz napisał Kazuyuki Fudeyasu, postacie zaprojektował Yūsuke Matsuo, a muzykę skomponował Ryōhei Sataka. Anime było emitowane od 6 października do 22 grudnia 2022 w stacjach TV Tokyo, AT-X, BS11 i NST. Motywem otwierającym jest „Dokidoki idea o yoroshiku!” (jap. どきどきアイデアをよろしく！) autorstwa Konomi Inagaki, Kany Ichinose, Ayane Sakury, Azumi Waki, Karin Takahashi i Nichiki Ōmori, końcowym zaś „Tsuzuku hanashi” (jap. 続く話) w wykonaniu Inagaki i Ichinose. Prawa do dystrybucji serii poza Azją nabył Crunchyroll.

### Lista odcinków
| №  | Tytuł | Premiera             |
| -- | --- | -------------------- |
| 1  | What is "DIY"? Dī ai wai tte, dō iu yatsu? (DIYって、どー・いう・やつ？) | 6 października 2022  |
| 2  | Does "DIY" Mean Doing Stuff With Somebody? Dī ai wai tte, dareka to issho ni yaru tte koto? (DIYって、だれかと・いっしょに・やるってこと？) | 13 października 2022 |
| 3  | Does "DIY" Mean Why Did You Suddenly Show Up? Dī ai wai tte, dōshite ikinari yattekita? (DIYって、どうして・いきなり・やってきた？) | 20 października 2022 |
| 4  | "DIY" Means You’ll Find It Possible to Feel Comfortable Anywhere Dī ai wai tte, dokodemo igokochi yoku naru yo (DIYって、どこでも・いごこち・よくなるよ)                                                                                          | 27 października 2022 |
| 5  | "DIY" Means Finding a Place to Belong… Finally Dī ai wai tte, doko ka ni ibasho ga yōyaku (DIYって、どこかに・いばしょが・ようやく) | 3 listopada 2022     |
| 6  | "DIY" Means Dull, Unexciting Items Come in Handy! Dī ai wai tte, dōdemo Ii mono yaku ni tatsu! (DIYって、どうでも・いいもの・やくにたつ！) | 10 listopada 2022    |
| 7  | "DIY" Means You Can Do Things Inside If It’s Hot and Muggy Out Dī ai wai tte, jimejime shitetara iede yareba ii ne (DIYって、ぢめぢめしてたら・いえで・やればいいね)                                                                              | 17 listopada 2022    |
| 8  | "DIY" Means… You Can’t Do It? No, I Absolutely Can! Dī ai wai tte, Dekinai? Iie! Yaremasutomo! (DIYって、できない？・いいえ！・やれますとも！) | 24 listopada 2022    |
| 9  | Does "DIY" Mean a Shocking Surprise? How Unexpected! It’s Really Unexpected! Dī ai wai tte, Dokkiri? Igai! Yoteigai! (DIYって、どっきり？・いがい！・よていがい！)                                                                                | 1 grudnia 2022       |
| 10 | "DIY" Means… Rock Bottom? Impossible? With Courage and Drive, Anything is Possible! Dī ai wai tte, donzoko? Inposshiburu? Yūki to yaruki ga areba nandemo dekiru! (DIYって、どんぞこ？・いんぽっしぶる？・ゆうきとやるきがあればなんでもできる！) | 8 grudnia 2022       |
| 11 | "DIY" Means Do It Yourself! Dī ai wai tte, dū itto yuaserufu! (DIYって、どぅー・いっと・ゆあせるふ！) | 15 grudnia 2022      |
| 12 | "DIY" Means Friendship, Always and Forever! Dī ai wai tte, donna toki mo itsumademo yūjō! (DIYって、どんなときも・いつまでも・ゆうじょう！) | 22 grudnia 2022      |

## Manga
Adaptacja w formie mangi ukazywała się od 5 października 2022 do 11 lipca 2023 w magazynie internetowym „Manga UP!”. Wydawnictwo Square Enix zebrało jej rozdziały w 3 tomach typu tankōbon, wydawanych od 7 listopada 2022 do 7 sierpnia 2023.
| Nr | Data wydania (język japoński) | ISBN (język japoński)  |
| -- | ----------------------------- | ---------------------- |
| 1  | 7 listopada 2022              | ISBN 978-4-75-758234-7 |
| 2  | 7 marca 2023                  | ISBN 978-4-75-758438-9 |
| 3  | 7 sierpnia 2023               | ISBN 978-4-75-758716-8 |